# Kafr Bissin
Kafr Bissin (arab. كفر بسين) – miejscowość w Syrii, w muhafazie Aleppo. W 2004 roku liczyła 1243 mieszkańców.